# У Эбби
«У Эбби» (англ. Abby's) — американский телесериал, премьера которого состоялась 28 марта 2019 года на телеканале NBC.
30 мая 2019 года канал NBC закрыл телесериал после первого сезона.

## Производство

### Разработка
23 января 2018 года NBC официально предоставил производство пилотной серии. Через неделю было объявлено, что Памела Фрайман будет режиссёром пилотной серии. 8 мая 2018 года было объявлено, что канал NBC дал заказ серий. Несколькими днями позже было объявлено, что премьера сериала состоится в качестве замены в середине сезона. 24 января 2019 года было объявлено, что премьера сериала состоится 28 марта 2019 года. Сериал в частности снят на открытом воздухе.

### Кастинг
22 февраля 2018 года объявлено, что актриса Натали Моралес была исполнена как титульная Эбби. В марте 2018 года Нельсон Франклин, Джессика Чаффин, Леонард Оузтс и Кимия Бехпорния присоединились к актёрскому составу.

## В ролях
- Натали Моралес — Эбби, бармен и владелица заведения, в прошлом морпех
- Нельсон Франклин — Билл, арендодатель земли и дома после смерти бабушки
- Джессика Чаффин — Бет, подруга, соседка и первый клиент бара
- Леонард Оузтс — Джеймс, шеф службы безопасности в баре
- Кимиа Бехпурниа — Рози, бармен и помощница Эбби
- Нил Флинн — Фред, друг Эбби, который заменяет ей отца

## Эпизоды
| №  | Название           | Режиссёр            | Автор сценария                     | Дата премьеры  | Зрители в США (млн) |
| -- | ------------------ | ------------------- | ---------------------------------- | -------------- | ------------------- |
| 1  | «Pilot»            | Памела Фрайман      | Джош Малмут                        | 28 марта 2019  | 2,60                |
| 2  | «Rule Change»      | Памела Фрайман      | Ники Шварц-Райт                    | 4 апреля 2019  | 2,06                |
| 3  | «Free Alcohol Day» | Памела Фрайман      | Бриджит Муноз-Либовиц              | 11 апреля 2019 | 1,64                |
| 4  | «Book Club»        | Филл Льюис          | Шон Дистон                         | 18 апреля 2019 | 1,53                |
| 5  | «Mail Bin»         | Бет МакКарти-Миллер | Тейлор Кокс и Джеки Уолтерс        | 25 апреля 2019 | 1,47                |
| 6  | «Liquid Courage»   | Памела Фрайман      | Расс Финкельштейн и Марк Мушинский | 2 мая 2019     | 1,49                |
| 7  | «Soda Gun»         | Памела Фрайман      | Бетси Томас                        | 9 мая 2019     | 1,40                |
| 8  | «Backup»           | Филл Льюис          | Ной Гарфинкел                      | 30 мая 2019    | 1,55                |
| 9  | «Rosie's Band»     | Памела Фрайман      | Джош Малмут                        | 30 мая 2019    | 1,46                |
| 10 | «The Fish»         | Бетси Томас         | Челси Девантез                     | 13 июня 2019   | 1,23                |